# Родезийский доллар
Родезийский доллар (англ. Rhodesian dollar) — денежная единица Южной Родезии в 1970 году, Республики Родезия в 1970—1979 годах, Республики Зимбабве-Родезия в 1979 году, Южной Родезии 1979—1980 годах, Зимбабве в 1980—1981 годах. 1 доллар = 100 центов.

## История
Родезийский доллар введён 17 февраля 1970 года, заменив родезийский фунт в соотношении: 1 фунт = 2 доллара. Неоднократное переименование государства в 1970—1980 годах не отразилось на названии денежной единицы.
С августа 1971 года доллар находился в твёрдом соотношении с рэндом ЮАР и долларом США. В связи с девальвацией доллара США в декабре 1971 года паритетный курс родезийского доллара был изменён с 1,40 до 1,52 доллара США за 1 родезийский доллар и с 5 февраля 1973 года — до 1,69 доллара США за родезийский доллар. С 5 июня 1973 года золотое содержание родезийского доллара было повышено и установлен курс: 1,773 доллара США за родезийский доллар, с 22 сентября 1975 года — 1,6 доллара США и 1,34 рэнда за 1 родезийский доллар.
15 апреля 1981 года вместо родезийского доллара выпущен доллар Зимбабве, обмен производился 1:1.

## Монеты и банкноты
Чеканились монеты в 1⁄2, 1, 21⁄2, 5, 10, 20, 25 центов.
Выпускались банкноты Резервного банка Родезии в 1, 2, 5 и 10 долларов.